# Thomas Kokkinis
Thomas Kokkinis est un footballeur français né le 8 août 1971 à Rueil-Malmaison. Il évolue au poste de gardien de but.

## Biographie
Il signe son premier contrat d'aspirant au PSG en 1987 où il passera toutes ses années de formations jusqu'en 1992, période pendant laquelle il gagnera le titre de champion de France cadets, puis une coupe Gambardella. Ces années seront ponctuées de sélections en Équipe de France des jeunes (60 sélections) avec comme partenaires : Zinedine Zidane, Christophe Dugarry, Reynald Pedros, Lilian Thuram, Francis Llacer, Pascal Nouma, Nicolas Ouedec, Stéphane Ziani etc.
À 19 ans il joue son premier match de Ligue 1 avec le Paris-Saint-Germain de Francis Borelli.
Il signe son premier contrat professionnel à Metz (L1) en 1992 et jouera en L1 (PSG, Metz), en L2 (Red star, Bastia, Rouen) et en National (Épinal, Cherbourg).
Lors de l'intersaison 1996, en fin de contrat avec Metz, il participe à Clairefontaine au stage de l'UNFP destiné aux joueurs sans contrat.
Bachelier en 1990, il obtiendra ensuite successivement un BTS de force de vente, un Diplôme Universitaire de gestion des Organisations sportives, le BEES 1er degré option Football. C'est à l'université de Rouen en 2012 qu'il obtiendra un Master 2 en management et marketing du sport professionnel.
Après six mois en qualité d'agent de joueur de golf professionnel (2008), il exerça la fonction de directeur général au club de football de l'AS Poissy(CFA) de 2009 à 2016.
Fin 2016 et jusqu’en 2021, Thomas kokkinis change d orientation professionnelle et s engage dans l industrie automobile où il rejoint Une fonderie d’aluminium jurassienne spécialisée dans la fabrication de pièces de moteurs de voitures en aluminium 
Il avait la responsabilité des projets d amélioration continue, puis d’acheteur spécialisé et enfin de chef de projets diversification 
Fin 2021, MBF aluminium est liquidée et laisse 300 salariés sans emplois 
Début 2022 Thomas Kokkinis entame une mission d’acheteur BVC chez Arcellormittal à Dunkerque ou il exercera jusqu’en août 2022.

## Carrière
| Saison    | Club               | Pays   | Division              | Matchs |
| --------- | ------------------ | ------ | --------------------- | ------ |
| 1990-1991 | Paris SG SC Bastia | France | Division 1 Division 2 | 1 5    |
| 1991-1992 | Red Star           | France | Division 2            | 25     |
| 1992-1993 | FC Metz FC Rouen   | France | Division 1 Division 2 | 1 7    |
| 1993-1994 | FC Metz            | France | Division 1            | 0      |
| 1994-1995 | FC Metz            | France | Division 1            | 12     |
| 1995-1996 | FC Metz            | France | Division 1            | 0      |
| 1996-1997 | AS Poissy          | France | CFA                   | 2      |
| 1997-1998 | SAS Épinal         | France | National              | 30     |
| 1998-1999 | AS Cherbourg       | France | CFA2                  | 30     |
| 1999-2000 | AS Cherbourg       | France | CFA                   | 31     |
| 2000-2001 | AS Cherbourg       | France | CFA                   | 29     |
| 2002-2003 | AS Cherbourg       | France | National              | 35     |
| 2004-2005 | AS Cherbourg       | France | National              | 36     |
| 2005-2006 | Croix de Savoie    | France | National              | 20     |
| 2006-2007 | Croix de Savoie    | France | National              | 20     |
| 2007-2008 | FC Mantes          | France | CFA2                  | 30     |